# Michel Elie
Michel Elie es un ingeniero francés especializado en la arquitectura de Sistemas Informáticos Distribuidos. Considerado como unos de los Pioneros de lo hoy conocido como Internet.

## Biografía
Como joven ingeniero, estuvo a cargo de proyectos telemáticos en el CII desde 1965, luego descubrió los primeros inicios de Arpanet en 1969-1970, durante una estancia en la Universidad de California en Los Ángeles (UCLA), que asesoró a Henri Raymond a él. Allí es asistente de investigación y participa en los trabajos de diseño de los protocolos de Arpanet, siendo el único miembro europeo del International Network Working Group 1. Su antecesor, Gérard Deloche, había obtenido allí un máster en informática y participó en el primer Network Working Group, antes de animar a Michel Elie a hacer lo mismo.
Si miras en línea las Solicitudes de comentarios, inventadas por Steve Crocker en 1969, el número 9 proviene de Gérard Deloche 2. El desarrollo del NCP parece haber comenzado con el RFC  9 3, lanzado por Gérard DeLoche 4, hasta el RFC 1795, escrito en 22 de junio de 1971. El primer enlace de host a IMP se instaló y probó en UCLA el 2 de septiembre de 1969, y un mes después, el Stanford Research Institute repitió esta primera etapa 4, el informe del grupo BBN que define el IMP data de mayo de 1969,

De vuelta en Francia, participó en el desarrollo de Transiris, software de red para el Iris 80 1. En enero de 1971, fue invitado a una reunión de la Delegación TI para hablar de su experiencia con Arpanet, luego marzo de 1971 el grupo de estudio sobre una red informática publica su informe mientras se libera un presupuesto de 24 millones de francos para tres años y medio, mientras que los dos grupos de trabajo están presididos por Alain Profit de CNET y Pierre Henry de EDF, con reuniones el 7 de mayo, 17 de mayo y 21 de junio. El INSEE y los Ministerios de Transporte y Equipamiento están representados, pero escépticos, y desde 1971 Maurice Allègre y la CNET tienen sus propios proyectos, tras el viaje a los Estados Unidos en 1969, encabezado por Michel Monpetit, Diputado Claude Allègre, en el que Michel Élie participó con Sacha Krakowiak, Claude Kayser y Alain Profit, cuando se inició el proyecto Aesop (computación) en el IRIA.

Michel Elie fue entonces en la década de 1970 responsable de la arquitectura de red adoptada por la CII en 1971, bautizada como NNA (Nueva Arquitectura de Red), luego rebautizada cinco años después como DSA, con la idea de computación distribuida. Trabaja en conjunto con el equipo de Cyclades que cree que es necesario "luchar contra el dominio" de IBM y apoyar a la CII. Al mismo tiempo, Louis Pouzin propone por escrito en febrero de 1976 Reuniones conjuntas de arquitectos de IBM. Su colega de Louveciennes Jean-Pierre Touchard se une a Cyclades. Alain Bron, Michel Bourguignon y Charles de Bourbon están desarrollando el proyecto de la CII en torno a Claude Boulle.

A partir de 1988 , estuvo asociado con el Departamento de Investigación y Desarrollo Avanzado de Bull, luego, a partir de 1995, se interesó en la prospectiva de Internet y sus usos con alto potencial social y social. En 1997, creó el Observatorio de los Usos de Internet (OUI) en Montpellier y ayudó a varias asociaciones del sector a utilizar Internet.

## Distinciones
- Mención (premio, año)
- Otra mención (premio, año)